# Pollica
Pollica (Póddëca in dialetto cilentano) è un comune italiano di 2 102 abitanti della provincia di Salerno in Campania.

## Geografia fisica

### Territorio
Centro agricolo del basso Cilento, situato sulle pendici meridionali del Monte Stella (1131 m s.l.m.), digradanti al mare fra la punta Licosa e la foce del fiume Alento.
Sorge ai piedi di un colle (Serra di Molino a Vento, 557 m s.l.m.), sul quale si costituì il nucleo originario, poi abbandonato.
Lungo la costa si trovano le località turistiche di Acciaroli, a sud-ovest, su un breve promontorio roccioso, e di Pioppi a sud-est, presso lo sbocco della valle del torrente Mortelle.
Il territorio comunale è compreso nel parco nazionale del Cilento, Vallo di Diano e Alburni.
- Classificazione sismica: zona 3 (sismicità bassa), Ordinanza PCM. 3274 del 20/03/2003

### Clima
La stazione meteorologica più vicina è quella di Casal Velino. In base alla media trentennale di riferimento 1961-1990, la temperatura media del mese più freddo, gennaio, si attesta a 8,7 °C; quella del mese più caldo, agosto, è di 25,7 °C.
- Classificazione climatica: zona D, 1694 GG

## Storia
Il borgo sorse nel secolo VIII poco a nord del centro attuale e successivamente venne abbandonato.
Ricostruito, fu soggetto all'autorità dell'Abbazia della Santissima Trinità di Cava de' Tirreni fino al 1410.
Nel XVIII secolo era possesso della famiglia Capano con titolo di principato.
Dal 1811 al 1860 è stato capoluogo dell'omonimo circondario appartenente al Distretto di Vallo del Regno delle Due Sicilie.
Dal 1860 al 1927, durante il Regno d'Italia è stato capoluogo dell'omonimo mandamento appartenente al Circondario di Vallo della Lucania.
Nella notte del 5 settembre 2010 il sindaco, Angelo Vassallo, fu ucciso da colpi di pistola, in un agguato presumibilmente camorristico. In riferimento ad Angelo Vassallo, la RAI manda in onda, l'8 febbraio 2016, la fiction Il sindaco pescatore.

## Monumenti e luoghi d'interesse
Nel capoluogo comunale si trovano:
- la chiesa di San Nicola, del XVII secolo; all'interno altare maggiore in marmi policromi e soffitto decorato da Matteo Cilento nel 1890.
- il palazzo dei principi Capano del 1610, con massiccia torre medievale, oggi di proprietà comunale;
- il convento francescano di S. Maria delle Grazie, del 1611, che conserva all'interno le tele di Nicola Malinconico, il coro ligneo del XVIII secolo dietro l'altare, il soffitto di legno a cassettoni opera di Giuseppe Marrocco da Celso, la statua della Madonna delle Grazie, collocata nel muro di fondo, in una nicchia contornata da un elegante panneggio di stucchi policromi di Pietro Sernicola.
- la cappella dedicata a San Pietro, risalente al 1524, modernamente restaurata, oggi sconsacrata.
- La Punta è un'oasi WWF

## Società

### Evoluzione demografica
Abitanti censiti

## Geografia antropica

### Frazioni
Sulla costa tirrenica appartenente alla costiera cilentana, lungo la SS 267 del Cilento, a circa 6 km dal capoluogo comunale, si trovano le località turistiche di Acciaroli e di Pioppi. 
Alle due località è stata assegnata nel 1996 la Bandiera blu europea.

#### Acciaroli

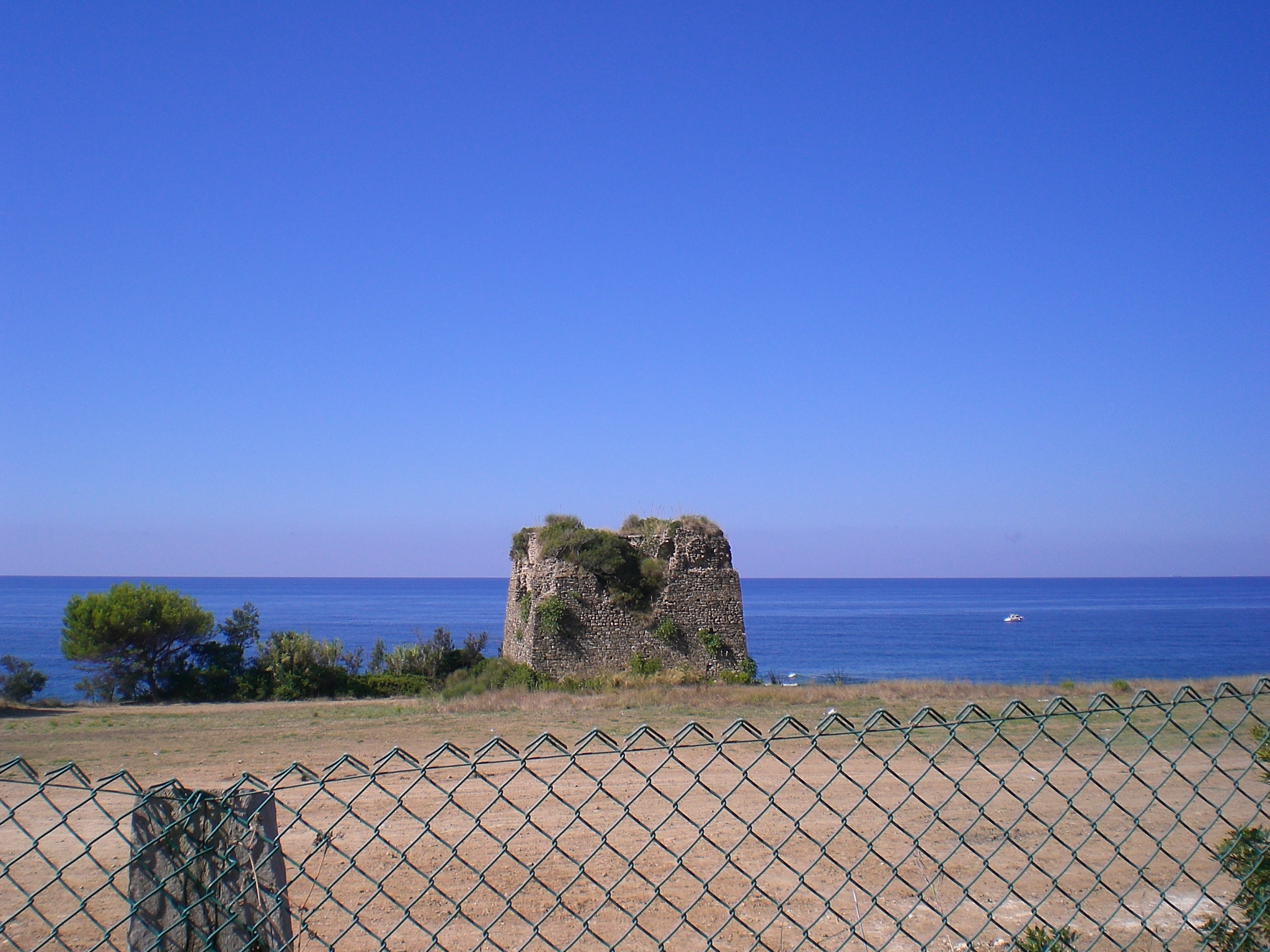
Torre Caleo presso Acciaroli

È sede di un piccolo porto e conserva una chiesa del XII secolo, rimaneggiata in epoca successiva, dedicata alla Santissima Annunziata, con un convento francescano del 1565, e una torre di avvistamento di origine normanna.

#### Pioppi

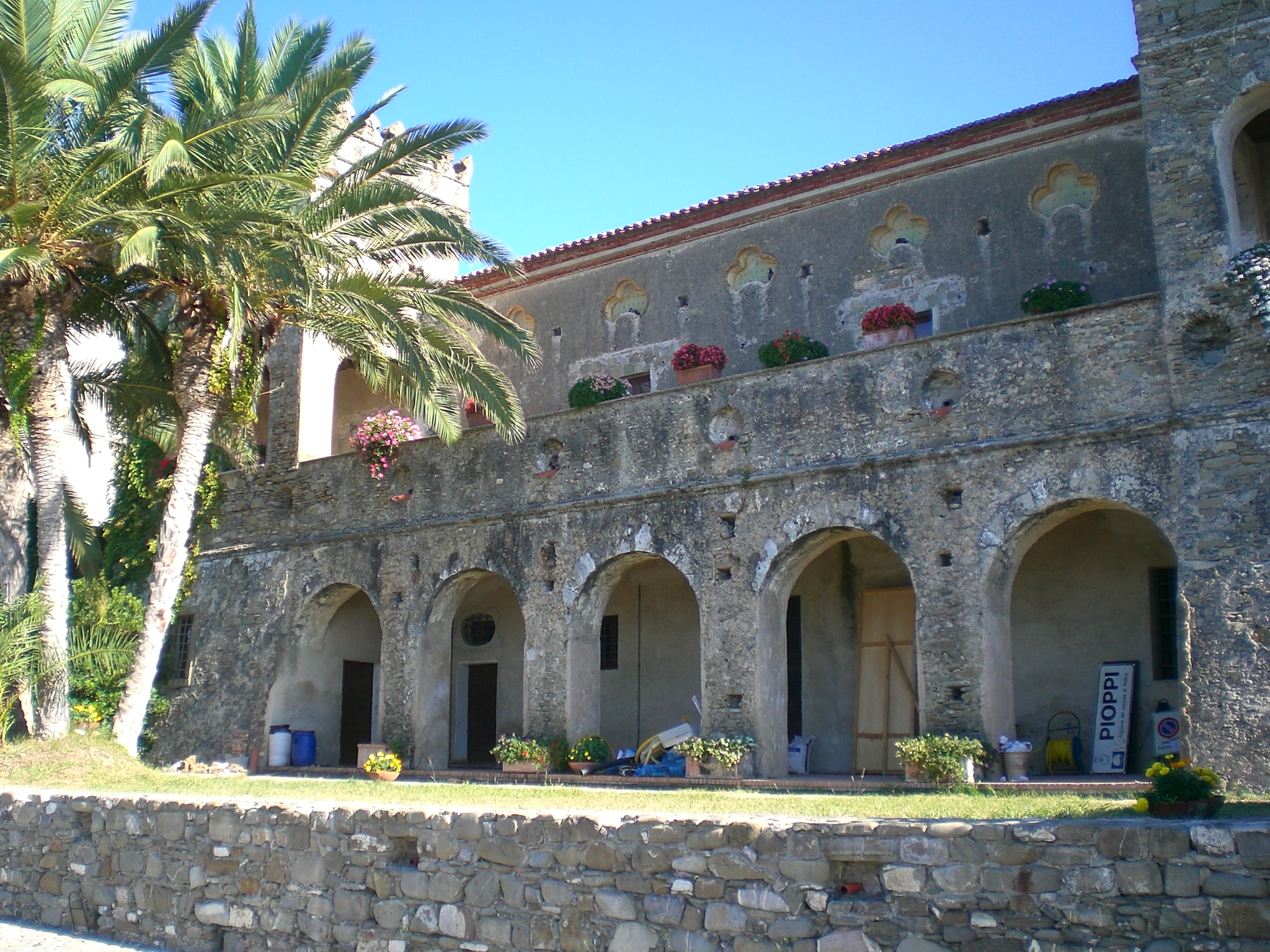
Pioppi, Palazzo Vinciprova, sede del Museo vivo del mare

A Pioppi ha sede il Museo vivo del mare, con sede nel palazzo Vinciprova, del XVII secolo: nel palazzo si svolge annualmente un festival dedicato alla dieta mediterranea, già promosso dal fisiologo statunitense Ancel Keys.

#### Celso

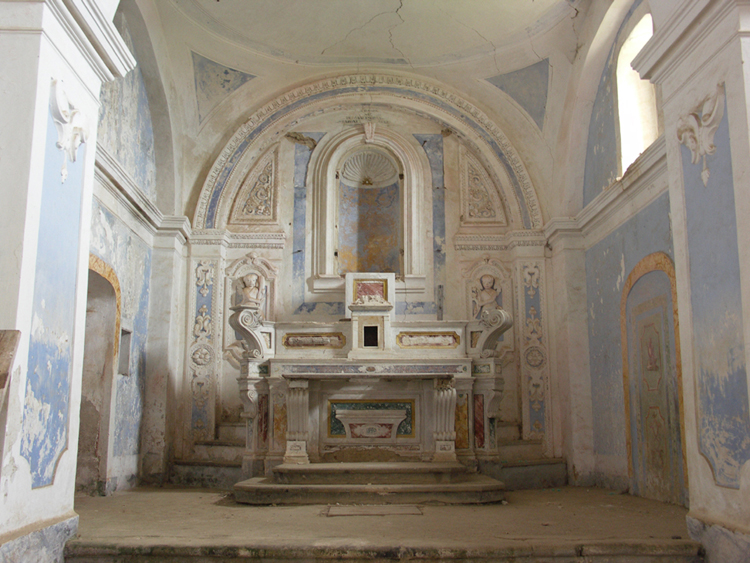
La chiesa di Santa Maria di Costantinopoli

La frazione di Celso si trova sul fianco settentrionale della Serra di Molino a Vento. Citata già in un documento del 1050. L'ingresso nord del paese è ormai caratterizzato dal "muraglione" che conduce dalla Chiesa all'arco sotto la maestosa facciata di palazzo Mazziotti.
Di un certo interesse:
- la chiesa parrocchiale dedicata all'Assunta
- il palazzo baronale Mazziotti
- il palazzo Amoresano
- la chiesa di Santa Maria di Costantinopoli e l'annesso convento degli agostiniani, in abbandono. Le rovine lasciano scorgere le arcate del chiostro e la cappella in cui restano tracce di affreschi, le tombe gentilizie e i decori di stucchi policromi opera di Pietro Sernicola. Il complesso era stato salvato dall'abbandono dei frati, grazie alla devozione del barone di Celso, Francesco Antonio Mazziotti e dei suoi discendenti che per due secoli ne hanno assicurato la sopravvivenza.

#### Cannicchio
Già citata nel 994 come Santo Primo de Canniclo. Nel paesino, dall'interessante struttura urbanistica a vicoli, si trova la chiesa di San Martino, del XVI secolo.

#### Galdo Cilento
Galdo Cilento è una frazione di Pollica già citata nel 1092. L'etimologia è longobarda, ed è traducibile come “bosco”. Il villaggio nel complesso ha mantenuto una caratteristica tardo medievale peculiare.
Dalla strada provinciale che collega Celso a San Mauro Cilento, il borgo discende verso il fondovalle.
Si incontrano nell'ordine:
- la chiesa di San Rocco;
- il palazzo dei Rizzo, di impronta cinquecentesca, caratterizzato da una torre cilindrica, con probabile funzione difensiva (una targa sulla fronte dell'edificio ricorda la famiglia);
- la cappella di Santa Caterina, ubicata in una piccola piazza, da cui si diramano stretti vicoli;
- il palazzo dei baroni Galdi; venne edificato su una precedente costruzione medievale: la risistemazione è tardo cinquecentesca, come testimonia il portale del 1605 con sovrastante stemma. Sul soffitto a volta dell'androne d'ingresso è raffigurato dipinto il medesimo blasone; ci si immette dunque nel vasto cortile, un tempo sovrastato anch'esso da una torre difensiva e di avvistamento. Da segnalare infine la contigua cappella gentilizia consacrata all'Ascensione: qui si trova un matroneo che permetteva ai Galdi di assistere alle celebrazioni liturgiche.
- la chiesa di San Nicola di Bari. Venne edificata nel Trecento e risistemata nel Seicento/Settecento. Dalla facciata in pietra si vede il fiume Jàndolo. L'interno della chiesa, completamente spoglio ed in abbandono, è a tre navate. In origine era riccamente adornato da pitture e pregevoli stucchi. Erano ivi ubicati anche un coro e delle statue di terracotta. Notevole il campanile[9], costituito da tre ordini digradanti: su quello minore superiore vi è la cella campanaria (con la base a forma di ottagono), sormontata da una cupola a piramide.

Il comune di Pollica ha vinto il IV Premio Nazionale Cittaslow del 2006, con il progetto “Galdo. Borgo di Teatro e Letteratura”.

## Economia
I prodotti agricoli sono uva da vino, olive, cereali e frutta. Redditizia è la pesca e ancora di più il turismo nelle frazioni balneari di Acciaroli e Pioppi.

## Infrastrutture e trasporti

### Strade
I collegamenti stradali che interessano Pollica sono:
- Strada Regionale 267 Innesto SP 237 (S.Andrea) - bivio Montecorice - bivio Agnone - Innesto SP 15 (Acciaroli).
- Strada Provinciale 15 Innesto SR 267 (S. Pietro) - Innesto SR 267 (Acciaroli).
- Strada Provinciale 46 Innesto SS 18 (Rutino) - Innesto SP 15 (Galdo).
- Strada Provinciale 48 Innesto SP 15 (Pollica) - Innesto SR 267 (Pioppi).
- Strada Provinciale 443 Casal Velino - Celso di Pollica.

### Porti
- Nel comune si trova il porto turistico di Acciaroli.

## Amministrazione

### Sindaci[10]
| Periodo          | Periodo          | Primo cittadino    | Partito                                              | Carica                       | Note                 |
| ---------------- | ---------------- | ------------------ | ---------------------------------------------------- | ---------------------------- | -------------------- |
| 28 maggio 1988   | 31 maggio 1990   | Giovanni Oranges   | PSDI                                                 | sindaco                      |                      |
| 31 maggio 1990   | 23 aprile 1995   | Alfonso Palladino  | Democrazia Cristiana                                 | sindaco                      |                      |
| 23 aprile 1995   | 13 giugno 1999   | Angelo Vassallo    | L'Ulivo                                              | sindaco                      |                      |
| 13 giugno 1999   | 13 giugno 2004   | Angelo Vassallo    | L'Ulivo                                              | sindaco                      |                      |
| 13 giugno 2004   | 9 novembre 2004  | Marilena Di Rienzo | La Margherita                                        | sindaco                      | [ 11 ]               |
| 9 novembre 2004  | 4 aprile 2005    | Rosa Maria Falasca |                                                      | commissario straordinario    |                      |
| 4 aprile 2005    | 29 marzo 2010    | Angelo Vassallo    | La Margherita lista civica Insieme                   | sindaco                      |                      |
| 29 marzo 2010    | 5 settembre 2010 | Angelo Vassallo    | Partito Democratico                                  | sindaco                      | [ 12 ] [ 13 ] [ 14 ] |
| 5 settembre 2010 | 16 maggio 2011   | Stefano Pisani     |                                                      | vicesindaco facente funzioni |                      |
| 16 maggio 2011   | 6 giugno 2016    | Stefano Pisani     | Partito Democratico lista civica Insieme per Pollica | sindaco                      |                      |
| 6 giugno 2016    | 5 ottobre 2021   | Stefano Pisani     | Partito Democratico lista civica Insieme per Pollica | sindaco                      |                      |
| 5 ottobre 2021   | in carica        | Stefano Pisani     | Partito Democratico lista civica Insieme per Pollica | sindaco                      |                      |

### Gemellaggi
- Aielli, dal 2003[15]
- Bologna, dal 23 giugno 2012[16]

### Altre informazioni amministrative
Il comune ha fatto parte della comunità montana Alento-Monte Stella.
Le competenze in materia di difesa del suolo sono delegate dalla Campania all'Autorità di bacino regionale Sinistra Sele.